# A National Basketball Association szezonjainak listája
A National Basketball Association (NBA) Észak-Amerika hivatásos kosárlabdaligája. A ligát 1946-ban alapították Basketball Association of America (BAA) néven. A liga az 1949–50-es szezon előtt változtatta meg a nevét, mikor egyesült a National Basketball League-gel (NBL). A ligában jelenleg 30 csapat van, amelyből 29 az Egyesült Államokban, egy pedig Kanadában játszik. Egy átlagos szezonban 82 mérkőzést játszik minden csapat. Mindkét főcsoportból nyolc csapat jut be a rájátszásba. A két főcsoport-döntő győztesei találkoznak a döntőben, hogy eldöntsék a szezon győztesének kilétét.
A Boston Celtics 18-szor volt a legjobb csapat a liga alapszakaszában. A keleti főcsoportot kilencszer nyerték meg, míg a Los Angeles Lakers tizenkilencszer a nyugati főcsoportot. A Celtics és a Lakers is 17 bajnoki címet nyert el, a legtöbb az NBA történetében. A Lakers szerepelt a legtöbbször a döntőben, 32-szer. A Celtics és a Lakers 12-szer találkoztak egymással a döntőben, ez a legtöbb két csapat között. A Celtics ezen találkozásokból kilencet, a Lakers hármat nyert meg.
A legjobb alapszakasz teljesítményt a Golden State Warriors tudhatja magának a 2015–16-os szezonból, mikor 73 mérkőzést nyertek meg és 9-et vesztettek el, 89%-os győzelmi mutatóval. Korábban a rekordot az 1995–96-os Chicago Bulls tartotta. Ez a két csapat az egyetlen, akik meg tudtak nyerni legalább 70 mérkőzést egy szezonban.
A keleti bajnokok 38 címet nyertek el, míg a nyugati bajnokok 32-t. A már nem létező központi főcsoport csapatai egy bajnoki címet nyertek, 1950-ben. A 74 bajnoki címből 34-et olyan csapat nyert, amely az alapszakaszban is a legjobb volt. Tízszer az ilyen csapatok elvesztették a döntőt. Hat csapat, amely a legjobban teljesített az alapszakaszban és megnyerte a döntőt, szerepel a minden idők 10 legjobb csapata listán. A Celticsnek, a Bullsnak, a Lakersnek és a Philadelphia 76ersnek mind két csapata van, míg a Detroit Pistons és a New York Knicks szerepel még a listán.

## Lista
| Alapszakasz | Alapszakasz                          | Alapszakasz  | Rájátszás | Rájátszás           | Rájátszás              | Döntő | Döntő                  | Csapatok száma | Mérkőzések száma | Jegyzetek | For.   |
| Szezon      | Első helyezett                       | Teljesítmény | Év        | Keleti bajnok       | Nyugati bajnok         | Év    | Bajnok                 | Csapatok száma | Mérkőzések száma | Jegyzetek | For.   |
| ----------- | ------------------------------------ | ------------ | --------- | ------------------- | ---------------------- | ----- | ---------------------- | -------------- | ---------------- | --- | ------ |
| 1946–47     | Washington Capitols                  | 49–11 (.817) | 1947      | –                   | –                      | 1947  | Philadelphia Warriors  | 11             | 60–61            | Első szezon (BAA néven); 11 csapattal kezdődött | [ 5 ]  |
| 1947–48     | St. Louis Bombers                    | 29–19 (.604) | 1948      | –                   | –                      | 1948  | Baltimore Bullets      | 8              | 48               | 4 csapat megszűnt a szezon előtt; 1 ABL-csapat csatlakozott | [ 6 ]  |
| 1948–49     | Rochester Royals                     | 45–15 (.750) | 1949      | –                   | –                      | 1949  | Minneapolis Lakers     | 12             | 60               | 4 NBL-csapat csatlakozott | [ 7 ]  |
| 1949–50     | Syracuse Nationals                   | 51–13 (.797) | 1950      | –                   | –                      | 1950  | Minneapolis Lakers     | 17             | 62–68            | A BAA egyesült az NBL-lel és átnevezték NBA-re; 2 csapat megszűnt a szezon előtt; 6 NBL csapat csatlakozott; 1 új csapat                                            | [ 8 ]  |
| 1950–51     | Minneapolis Lakers                   | 44–24 (.647) | 1951      | –                   | –                      | 1951  | Rochester Royals       | 11             | 66–69            | 3 csapat elhagyta az NBA-t, hogy csatlakozzon az NPBL-hez; 2 csapat megszűnt a szezon előtt; 1 csapat megszűnt a szezon közben; megtartották az első All Star-gálát | [ 9 ]  |
| 1951–52     | Rochester Royals                     | 41–25 (.621) | 1952      | –                   | –                      | 1952  | Minneapolis Lakers     | 10             | 66               | | [ 10 ] |
| 1952–53     | Minneapolis Lakers                   | 48–22 (.686) | 1953      | –                   | –                      | 1953  | Minneapolis Lakers     | 10             | 69–71            | | [ 11 ] |
| 1953–54     | Minneapolis Lakers                   | 46–26 (.639) | 1954      | –                   | –                      | 1954  | Minneapolis Lakers     | 9              | 72               | 1 csapat megszűnt a szezon előtt | [ 12 ] |
| 1954–55     | Syracuse NationalsFort Wayne Pistons | 43–29 (.597) | 1955      | –                   | –                      | 1955  | Syracuse Nationals     | 9              | 72               | 1 csapat megszűnt a szezon közben | [ 13 ] |
| 1955–56     | Philadelphia Warriors                | 45–27 (.625) | 1956      | –                   | –                      | 1956  | Philadelphia Warriors  | 8              | 72               | | [ 14 ] |
| 1956–57     | Boston Celtics                       | 44–28 (.611) | 1957      | –                   | –                      | 1957  | Boston Celtics         | 8              | 72               | | [ 15 ] |
| 1957–58     | Boston Celtics                       | 49–23 (.681) | 1958      | –                   | –                      | 1958  | St. Louis Hawks        | 8              | 72               | | [ 16 ] |
| 1958–59     | Boston Celtics                       | 52–20 (.722) | 1959      | –                   | –                      | 1959  | Boston Celtics         | 8              | 72               | | [ 17 ] |
| 1959–60     | Boston Celtics                       | 59–16 (.787) | 1960      | –                   | –                      | 1960  | Boston Celtics         | 8              | 75               | | [ 18 ] |
| 1960–61     | Boston Celtics                       | 57–22 (.722) | 1961      | –                   | –                      | 1961  | Boston Celtics         | 8              | 79               | | [ 19 ] |
| 1961–62     | Boston Celtics                       | 60–20 (.750) | 1962      | –                   | –                      | 1962  | Boston Celtics         | 9              | 80               | 1 új csapat | [ 20 ] |
| 1962–63     | Boston Celtics                       | 58–22 (.725) | 1963      | –                   | –                      | 1963  | Boston Celtics         | 9              | 80               | | [ 21 ] |
| 1963–64     | Boston Celtics                       | 59–21 (.738) | 1964      | –                   | –                      | 1964  | Boston Celtics         | 9              | 80               | | [ 22 ] |
| 1964–65     | Boston Celtics                       | 62–18 (.775) | 1965      | –                   | –                      | 1965  | Boston Celtics         | 9              | 80               | A győztest minden idők tíz legjobb csapata között tekintik | [ 23 ] |
| 1965–66     | Philadelphia 76ers                   | 55–25 (.688) | 1966      | –                   | –                      | 1966  | Boston Celtics         | 9              | 80               | | [ 24 ] |
| 1966–67     | Philadelphia 76ers                   | 68–13 (.840) | 1967      | –                   | –                      | 1967  | Philadelphia 76ers     | 10             | 81               | A győztest minden idők tíz legjobb csapata között tekintik; 1 új csapat                                                                                             | [ 25 ] |
| 1967–68     | Philadelphia 76ers                   | 62–20 (.756) | 1968      | –                   | –                      | 1968  | Boston Celtics         | 12             | 82               | 2 új csapat | [ 26 ] |
| 1968–69     | Baltimore Bullets                    | 57–25 (.695) | 1969      | –                   | –                      | 1969  | Boston Celtics         | 14             | 82               | 2 új csapat | [ 27 ] |
| 1969–70     | New York Knicks                      | 60–22 (.732) | 1970      | –                   | –                      | 1970  | New York Knicks        | 14             | 82               | A győztest minden idők tíz legjobb csapata között tekintik | [ 28 ] |
| 1970–71     | Milwaukee Bucks                      | 66–16 (.805) | 1971      | Baltimore Bullets   | Milwaukee Bucks        | 1971  | Milwaukee Bucks        | 17             | 82               | 3 új csapat; 25. szezon | [ 29 ] |
| 1971–72     | Los Angeles Lakers                   | 69–13 (.841) | 1972      | New York Knicks     | Los Angeles Lakers     | 1972  | Los Angeles Lakers     | 17             | 82               | A győztest minden idők tíz legjobb csapata között tekintik | [ 30 ] |
| 1972–73     | Boston Celtics                       | 68–14 (.829) | 1973      | New York Knicks     | Los Angeles Lakers     | 1973  | New York Knicks        | 17             | 82               | | [ 31 ] |
| 1973–74     | Milwaukee Bucks                      | 59–23 (.720) | 1974      | Boston Celtics      | Milwaukee Bucks        | 1974  | Boston Celtics         | 17             | 82               | | [ 32 ] |
| 1974–75     | Boston Celtics                       | 60–22 (.732) | 1975      | Washington Bullets  | Golden State Warriors  | 1975  | Golden State Warriors  | 18             | 82               | 1 új csapat | [ 33 ] |
| 1975–76     | Golden State Warriors                | 59–23 (.720) | 1976      | Boston Celtics      | Phoenix Suns           | 1976  | Boston Celtics         | 18             | 82               | | [ 34 ] |
| 1976–77     | Los Angeles Lakers                   | 53–29 (.646) | 1977      | Philadelphia 76ers  | Portland Trail Blazers | 1977  | Portland Trail Blazers | 22             | 82               | Az ABA egyesült az NBA-vel, 4 csapat csatlakozott. | [ 35 ] |
| 1977–78     | Portland Trail Blazers               | 58–24 (.707) | 1978      | Washington Bullets  | Seattle SuperSonics    | 1978  | Washington Bullets     | 22             | 82               | | [ 36 ] |
| 1978–79     | Washington Bullets                   | 54–28 (.659) | 1979      | Washington Bullets  | Seattle SuperSonics    | 1979  | Seattle SuperSonics    | 22             | 82               | | [ 37 ] |
| 1979–80     | Boston Celtics                       | 61–21 (.744) | 1980      | Philadelphia 76ers  | Los Angeles Lakers     | 1980  | Los Angeles Lakers     | 22             | 82               | | [ 38 ] |
| 1980–81     | Boston Celtics                       | 62–20 (.756) | 1981      | Boston Celtics      | Houston Rockets        | 1981  | Boston Celtics         | 23             | 82               | 1 új csapat; 35. szezon | [ 39 ] |
| 1981–82     | Boston Celtics                       | 63–19 (.768) | 1982      | Philadelphia 76ers  | Los Angeles Lakers     | 1982  | Los Angeles Lakers     | 23             | 82               | | [ 40 ] |
| 1982–83     | Philadelphia 76ers                   | 65–17 (.793) | 1983      | Philadelphia 76ers  | Los Angeles Lakers     | 1983  | Philadelphia 76ers     | 23             | 82               | A győztest minden idők tíz legjobb csapata között tekintik | [ 41 ] |
| 1983–84     | Boston Celtics                       | 62–20 (.756) | 1984      | Boston Celtics      | Los Angeles Lakers     | 1984  | Boston Celtics         | 23             | 82               | | [ 42 ] |
| 1984–85     | Boston Celtics                       | 63–19 (.768) | 1985      | Boston Celtics      | Los Angeles Lakers     | 1985  | Los Angeles Lakers     | 23             | 82               | | [ 43 ] |
| 1985–86     | Boston Celtics                       | 67–15 (.817) | 1986      | Boston Celtics      | Houston Rockets        | 1986  | Boston Celtics         | 23             | 82               | A győztest minden idők tíz legjobb csapata között tekintik | [ 44 ] |
| 1986–87     | Los Angeles Lakers                   | 65–17 (.793) | 1987      | Boston Celtics      | Los Angeles Lakers     | 1987  | Los Angeles Lakers     | 23             | 82               | A győztest minden idők tíz legjobb csapata között tekintik | [ 45 ] |
| 1987–88     | Los Angeles Lakers                   | 62–20 (.756) | 1988      | Detroit Pistons     | Los Angeles Lakers     | 1988  | Los Angeles Lakers     | 23             | 82               | | [ 46 ] |
| 1988–89     | Detroit Pistons                      | 63–19 (.768) | 1989      | Detroit Pistons     | Los Angeles Lakers     | 1989  | Detroit Pistons        | 25             | 82               | 2 új csapat; A győztest minden idők tíz legjobb csapata között tekintik                                                                                             | [ 47 ] |
| 1989–90     | Los Angeles Lakers                   | 63–19 (.768) | 1990      | Detroit Pistons     | Portland Trail Blazers | 1990  | Detroit Pistons        | 27             | 82               | 2 új csapat | [ 48 ] |
| 1990–91     | Portland Trail Blazers               | 63–19 (.768) | 1991      | Chicago Bulls       | Los Angeles Lakers     | 1991  | Chicago Bulls          | 27             | 82               | | [ 49 ] |
| 1991–92     | Chicago Bulls                        | 67–15 (.817) | 1992      | Chicago Bulls       | Portland Trail Blazers | 1992  | Chicago Bulls          | 27             | 82               | A győztest minden idők tíz legjobb csapata között tekintik | [ 50 ] |
| 1992–93     | Phoenix Suns                         | 62–20 (.756) | 1993      | Chicago Bulls       | Phoenix Suns           | 1993  | Chicago Bulls          | 27             | 82               | | [ 51 ] |
| 1993–94     | Seattle SuperSonics                  | 63–19 (.768) | 1994      | New York Knicks     | Houston Rockets        | 1994  | Houston Rockets        | 27             | 82               | | [ 52 ] |
| 1994–95     | San Antonio Spurs                    | 62–20 (.756) | 1995      | Orlando Magic       | Houston Rockets        | 1995  | Houston Rockets        | 27             | 82               | | [ 53 ] |
| 1995–96     | Chicago Bulls                        | 72–10 (.878) | 1996      | Chicago Bulls       | Seattle SuperSonics    | 1996  | Chicago Bulls          | 29             | 82               | 2 új csapat; 50. szezon | [ 54 ] |
| 1996–97     | Chicago Bulls                        | 69–13 (.841) | 1997      | Chicago Bulls       | Utah Jazz              | 1997  | Chicago Bulls          | 29             | 82               | | [ 55 ] |
| 1997–98     | Utah Jazz                            | 62–20 (.756) | 1998      | Chicago Bulls       | Utah Jazz              | 1998  | Chicago Bulls          | 29             | 82               | | [ 56 ] |
| 1998–99     | San Antonio Spurs                    | 37–13 (.740) | 1999      | New York Knicks     | San Antonio Spurs      | 1999  | San Antonio Spurs      | 29             | 50               | A szezont elhalasztották és lerövidítették a felfüggesztés miatt | [ 57 ] |
| 1999–00     | Los Angeles Lakers                   | 67–15 (.817) | 2000      | Indiana Pacers      | Los Angeles Lakers     | 2000  | Los Angeles Lakers     | 29             | 82               | | [ 58 ] |
| 2000–01     | San Antonio Spurs                    | 58–24 (.707) | 2001      | Philadelphia 76ers  | Los Angeles Lakers     | 2001  | Los Angeles Lakers     | 29             | 82               | | [ 59 ] |
| 2001–02     | Sacramento Kings                     | 61–21 (.744) | 2002      | New Jersey Nets     | Los Angeles Lakers     | 2002  | Los Angeles Lakers     | 29             | 82               | | [ 60 ] |
| 2002–03     | San Antonio Spurs                    | 60–22 (.732) | 2003      | New Jersey Nets     | San Antonio Spurs      | 2003  | San Antonio Spurs      | 29             | 82               | | [ 61 ] |
| 2003–04     | Indiana Pacers                       | 61–21 (.744) | 2004      | Detroit Pistons     | Los Angeles Lakers     | 2004  | Detroit Pistons        | 29             | 82               | | [ 62 ] |
| 2004–05     | Phoenix Suns                         | 62–20 (.756) | 2005      | Detroit Pistons     | San Antonio Spurs      | 2005  | San Antonio Spurs      | 30             | 82               | 1 új csapat | [ 63 ] |
| 2005–06     | Detroit Pistons                      | 64–18 (.780) | 2006      | Miami Heat          | Dallas Mavericks       | 2006  | Miami Heat             | 30             | 82               | | [ 64 ] |
| 2006–07     | Dallas Mavericks                     | 67–15 (.817) | 2007      | Cleveland Cavaliers | San Antonio Spurs      | 2007  | San Antonio Spurs      | 30             | 82               | | [ 65 ] |
| 2007–08     | Boston Celtics                       | 66–16 (.805) | 2008      | Boston Celtics      | Los Angeles Lakers     | 2008  | Boston Celtics         | 30             | 82               | | [ 66 ] |
| 2008–09     | Cleveland Cavaliers                  | 66–16 (.805) | 2009      | Orlando Magic       | Los Angeles Lakers     | 2009  | Los Angeles Lakers     | 30             | 82               | | [ 67 ] |
| 2009–10     | Cleveland Cavaliers                  | 61–21 (.744) | 2010      | Boston Celtics      | Los Angeles Lakers     | 2010  | Los Angeles Lakers     | 30             | 82               | | [ 68 ] |
| 2010–11     | Chicago Bulls                        | 62–20 (.756) | 2011      | Miami Heat          | Dallas Mavericks       | 2011  | Dallas Mavericks       | 30             | 82               | | [ 69 ] |
| 2011–12     | Chicago Bulls                        | 50–16 (.758) | 2012      | Miami Heat          | Oklahoma City Thunder  | 2012  | Miami Heat             | 30             | 66               | A szezont elhalasztották és lerövidítették a felfüggesztés miatt | [ 70 ] |
| 2012–13     | Miami Heat                           | 66–16 (.805) | 2013      | Miami Heat          | San Antonio Spurs      | 2013  | Miami Heat             | 30             | 81–82            | | [ 71 ] |
| 2013–14     | San Antonio Spurs                    | 62–20 (.756) | 2014      | Miami Heat          | San Antonio Spurs      | 2014  | San Antonio Spurs      | 30             | 82               | | [ 72 ] |
| 2014–15     | Golden State Warriors                | 67–15 (.817) | 2015      | Cleveland Cavaliers | Golden State Warriors  | 2015  | Golden State Warriors  | 30             | 82               | | [ 73 ] |
| 2015–16     | Golden State Warriors                | 73–9 (.890)  | 2016      | Cleveland Cavaliers | Golden State Warriors  | 2016  | Cleveland Cavaliers    | 30             | 82               | | [ 74 ] |
| 2016–17     | Golden State Warriors                | 67–15 (.817) | 2017      | Cleveland Cavaliers | Golden State Warriors  | 2017  | Golden State Warriors  | 30             | 82               | | [ 75 ] |
| 2017–18     | Houston Rockets                      | 65–17 (.793) | 2018      | Cleveland Cavaliers | Golden State Warriors  | 2018  | Golden State Warriors  | 30             | 82               | | [ 76 ] |
| 2018–19     | Milwaukee Bucks                      | 60–22 (.732) | 2019      | Toronto Raptors     | Golden State Warriors  | 2019  | Toronto Raptors        | 30             | 82               | | [ 77 ] |
| 2019–20     | Milwaukee Bucks                      | 56–17 (.767) | 2020      | Miami Heat          | Los Angeles Lakers     | 2020  | Los Angeles Lakers     | 30             | 63–75            | Felfüggesztve és lerövidítve a Covid19-pandémia miatt | [ 78 ] |
| 2020–21     | Utah Jazz                            | 52–20 (.722) | 2021      | Phoenix Suns        | Milwaukee Bucks        | 2021  | Milwaukee Bucks        | 30             | 72               | 75. szezon, elhalasztva és lerövidítve a Covid19-pandémia miatt | [ 79 ] |
| 2021–22     | Phoenix Suns                         | 64–18 (.780) | 2022      | Boston Celtics      | Golden State Warriors  | 2022  | Golden State Warriors  | 30             | 82               | Első teljes szezon a Covid19-pandémia kezdete óta Az NBA ünnepi, 75. szezonja (gyakorlatilag 76.)                                                                   | [ 80 ] |
| 2022–23     | Milwaukee Bucks                      | 58–24 (.707) | 2023      |                     |                        | 2023  |                        | 30             | 82               | | [ 81 ] |